# Centro Ecuatoriano de Arte Contemporáneo
Centro ecuatoriano de arte contemporáneo (CEAC) es una organización sin fines de lucro creada en Quito en 1995.
El objetivo es de impulsar la producción, difusión e investigación del arte en el Ecuador, así como fomentar una comprensión más dinámica de sus relaciones con el contexto en el que se generan, y animar su efectiva inserción en el circuito internacional. Desde entonces el CEAC ha sostenido el proyecto de detectar la función y el comportamiento de las expresividades artísticas en sus contextos de origen, y considerar las nociones de su colocación y posición discursiva en relación con la institución del arte y sus mecanismos de circulación y legitimación, promoviendo una visión del arte que enfatice su valor en tanto objeto de circulación social, alejado de los estereotipos que lo han definido tradicionalmente, y capaz de problematizar y discutir a la sociedad que lo acoge, aunque pudiendo proyectar su potencial discursivo hacia otras esferas. De este modo, más que presentar un listado artistas y de obras, el proyecto Archivo de Artistas del Ecuador procurará obtener una geografía de conceptos y formas que ilustren el carácter de la producción artística contemporánea en el Ecuador, procurando que la selección y organización del material sepa conducir a su lectura más expedita.

DESAMBIGUACIÓN
La Fundación CEAC es una organización independiente sin fines de lucro fundada en 1995.
No confundir con la institución Municipal denominada CAC: Centro de Arte Contemporáneo de Quito, creado en 2010 y cuya web es: http://www.centrodeartecontemporaneo.gob.ec/